# Université de technologie de Compiègne
Université de technologie de Compiègne es una universidad pública de investigación situada en Compiègne, Francia. Un principio fundamental de la UTC es la formación de ingenieros y ciudadanos inspirada en la filosofía humanista. Más allá de la formación en ciencias básicas (por ejemplo, matemáticas y física teórica) y en ciencias de la ingeniería (por ejemplo, termodinámica y física de polímeros), el plan de estudios también hace hincapié en las humanidades y las ciencias sociales (por ejemplo, filosofía, historia de la ciencia y la ingeniería, periodismo). El objetivo general es formar científicos y tecnólogos humanistas capaces de resolver problemas en un marco consciente y ético de las consecuencias medioambientales, sociales y societarias. El INSEAD es miembro asociado de la Universidad Sorbona.

## Graduados famosos
- Isabel Navarro Fernández de Caleya, una ingeniera venezolana
- Sergio Revah Moiseev, un ingeniero químico, catedrático, investigador y académico Mexicano